# Chiesa di San Domenico (San Miniato)
La chiesa di San Domenico, già dei Santi Jacopo e Lucia ad foris Portam, è un luogo di culto cattolico di San Miniato, in provincia di Pisa, diocesi di San Miniato.

## Storia e descrizione

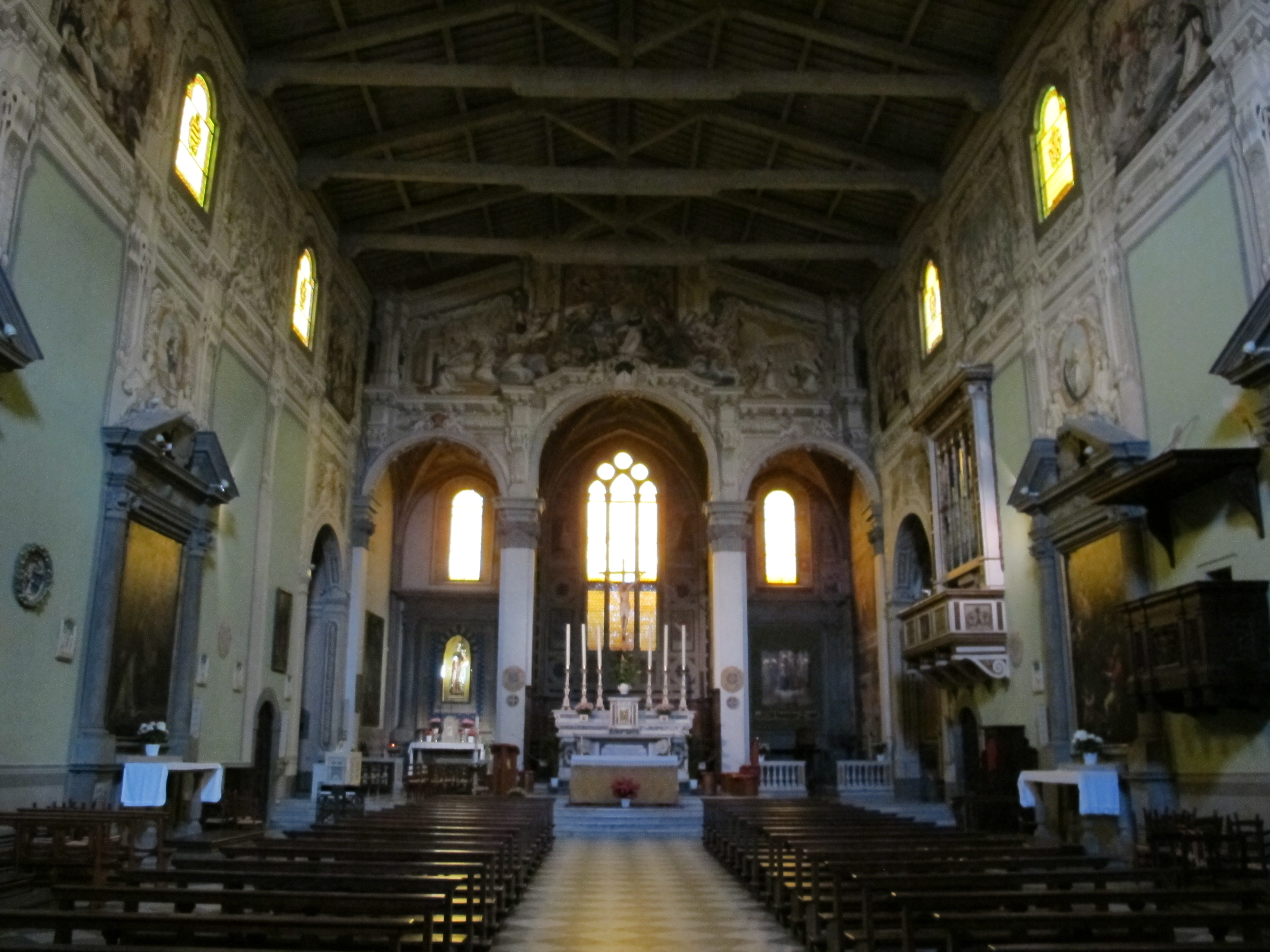
Interno

Fu ricostruita su preesistenze nel 1330, ma la facciata non venne mai completata a eccezione del portale, con strombature e architrave.
L'interno è a navata unica, con cappelle laterali che vennero chiuse nel Settecento, eccezion fatta per quelle del presbiterio. Spiccano alcuni affreschi, tra cui Storie di san Domenico, di Anton Domenico Bamberini coadiuvato da artisti lucchesi del Settecento, e il Trasporto di san Giacomo, nella controfacciata destra della chiesa, che testimonia il passaggio attraverso la Via Romea del culto jacobeo in epoca antica.
Al primo altare a destra una Madonna col Bambino tra i santi Ludovico, Bertrando e Rosa, di artista fiorentino del Seicento; al secondo una Madonna e santi domenicani di Francesco Curradi; al terzo Madonna col Bambino e san Pio V di Ranieri del Pace.
Nel presbiterio, da destra, si trova la cappella Samminiati, con all'altare una Madonna col Bambino e quattro santi e quattro storie nella predella, opera di Domenico di Michelino. A sinistra il sepolcro di Giovanni Chellini, realizzato dopo il 1460 e successivamente modificato, sia nello stesso secolo (con l'aggiunta della parte inferiore) che, più drasticamente, nel Settecento; viene attribuito a Bernardo Rossellino.
Segue la cappella degli Armaleoni: su un pilastro all'ingresso è un affresco con un San Lorenzo opera di Francesco d'Antonio, del 1430 circa, in cui la luce, che scolpisce la figura da destra, mostra la recezione, seppur misurata, delle opere empolesi di Masolino e di quelle di Masaccio. All'interno è un ciclo di affreschi tardo trecenteschi raffiguranti Scene della vita di Maria, riferibile all'ambito di Niccolò Gerini; all'altare Madonna col Bambino, santi e committenti, tavola di scuola botticelliana attribuita al Maestro di San Miniato; la predella, con cinque Storie di san Giovanni Battista è più antica, e riferita a Mariotto di Nardo. All'altare maggiore un crocifisso ligneo del Cinquecento.
La cappella successiva (cappella maggiore), detta degli Spedalinghi, è affrescata da Galileo Chini. Nella cappella Grifoni, la tavola di scuola fiorentina del Cinquecento mostra un San Vincenzo Ferrer; vi si trova inoltre una Deposizione del Poppi, con la pregevole cornice originale. Il tabernacolo con le Storie di san Jacopo è dello stesso artista di ambito geriniano della cappella degli Armaleoni.
Proseguendo sulla navata sinistra si incontra, tra il terzo e il secondo altare, un tondo robbiano con Annunciazione di Giovanni della Robbia; al secondo altare Arcangelo Michele di Giovan Battista Galestrucci (1658). In controfacciata infine Angeli musicanti e quattro santi di Lippo d'Andrea (inizio del XV secolo) e una tavola con la Madonna col Bambino tra i santi Giovanni Battista e Andrea di Andrea Guidi, un seguace di Antoniazzo Romano.
Tra le altre opere visibili in chiesa un Sant'Anselmo vescovo, della bottega di Masolino da Panicale e San Giacinto in preghiera, di Jacopo Ligozzi.
Nella chiesa si trovano due organi a canne: quello principale, su cantoria lungo la parete destra della navata, fu costruito da Francesco Maria Galganetti nel 1602 e ampliato da Michelangelo Paoli nel 1840; nel presbiterio vi è un positivo a cassapanca, opera 020 di Nicola Puccini (2010).
La cappella di Sant'Ursula si trova nei sotterranei: qui i condannati a morte ricevevano un ultimo conforto spirituale, tra affreschi della fine del XIV secolo sul tema di Augusto e la Sibilla. In un locale accanto alla sagrestia un'Annunciazione dello stesso maestro affine al Gerini e nella vicina Cappella Borromei Quattro santi affrescati, resti di un ciclo trecentesco molto ridipinto.
A destra della chiesa il chiostro aperto sulla via, a due livelli, ospita oggi la Biblioteca Comunale.

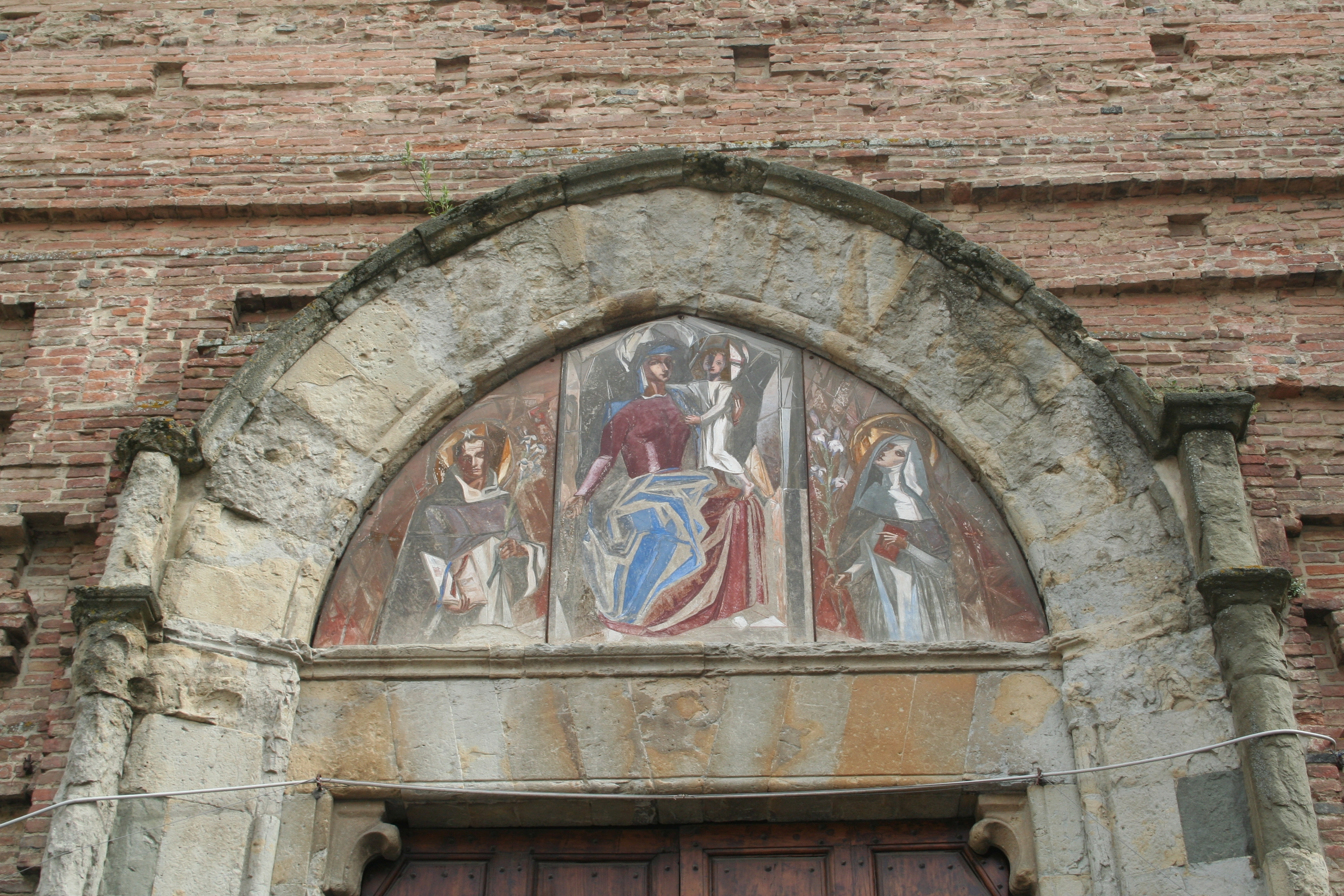
Lunetta
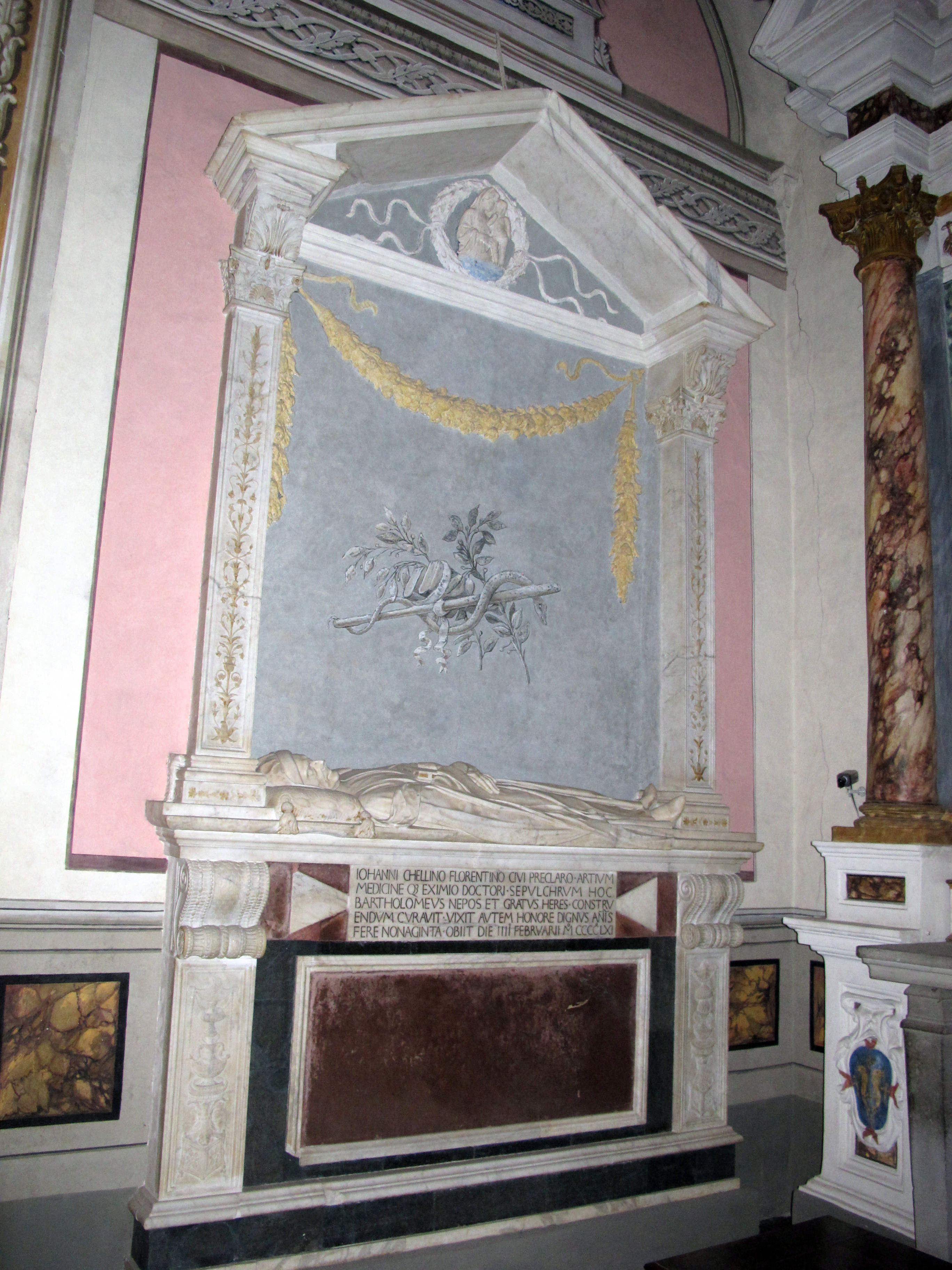
Il monumento Chellini
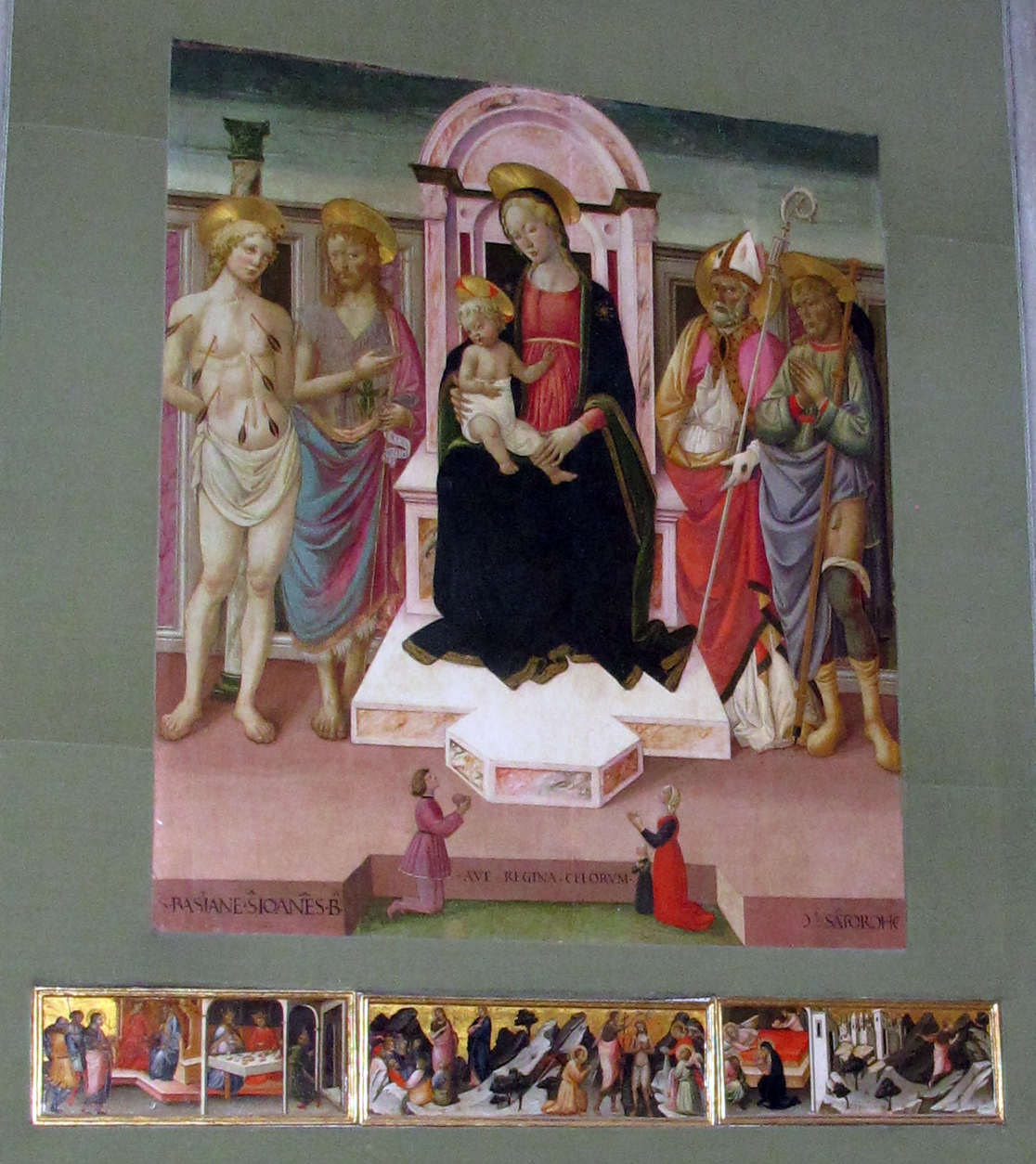
Madonna e santi del Maestro di San Miniato
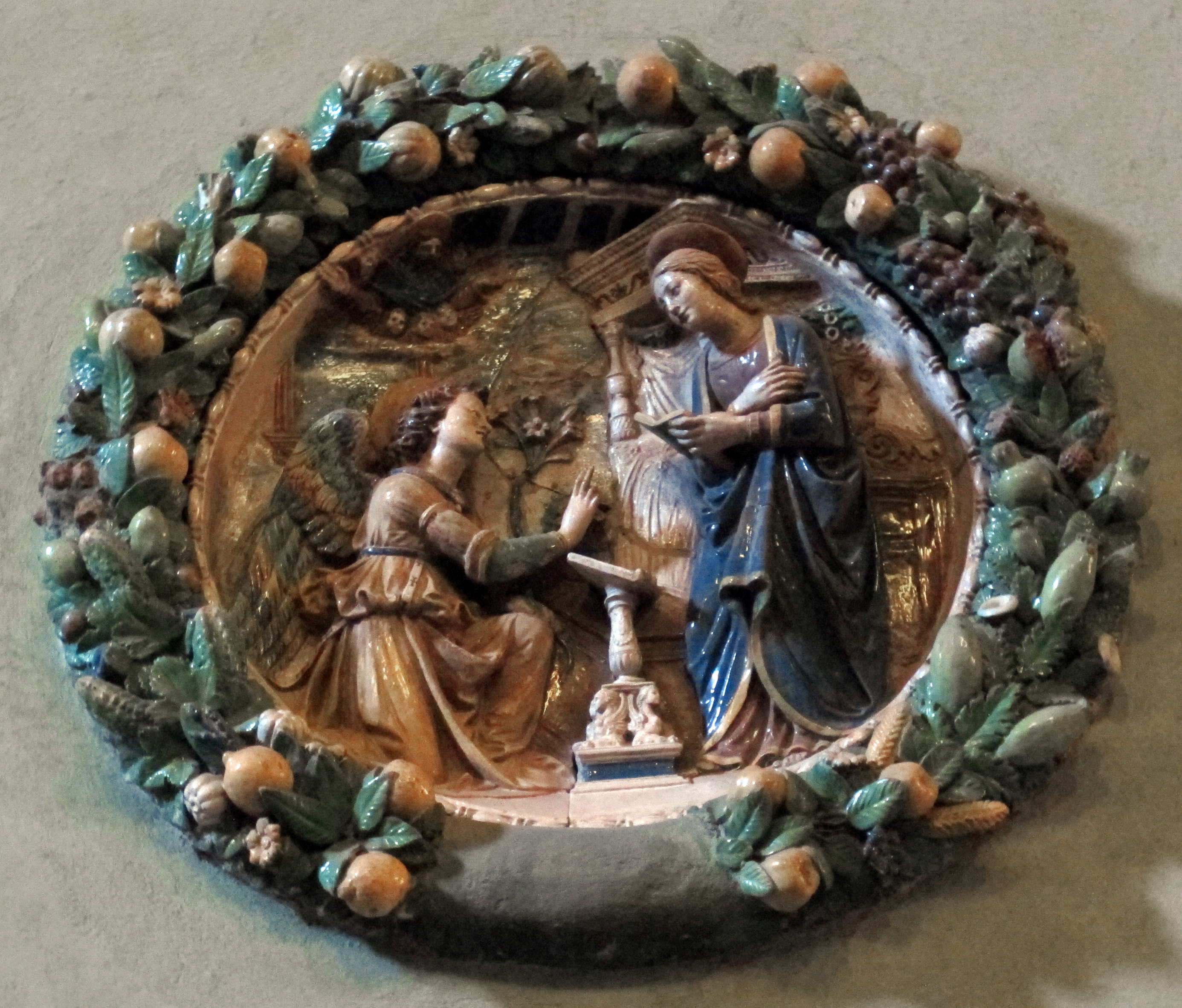
Annunciazione di Giovanni della Robbia
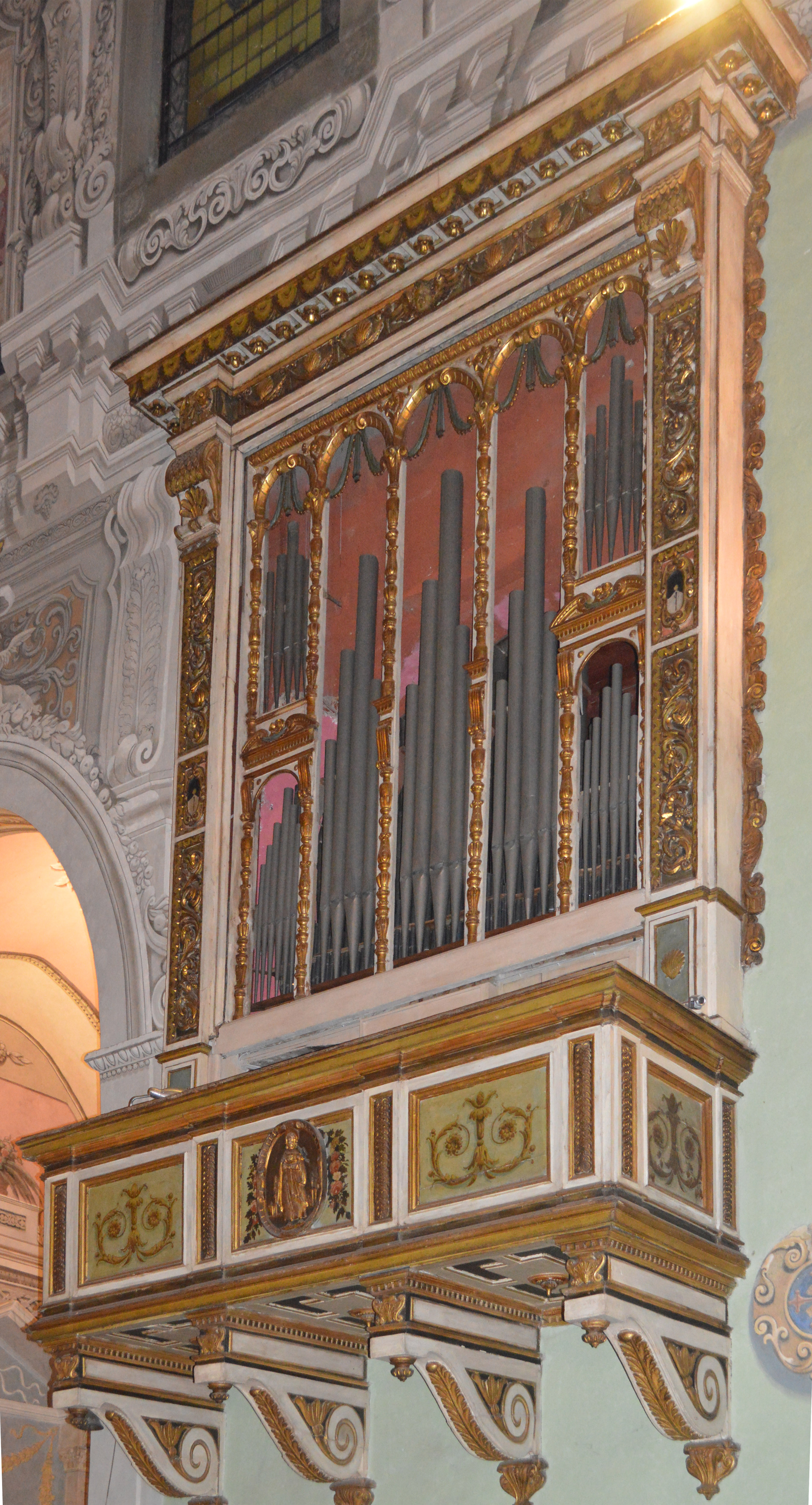
L'organo maggiore
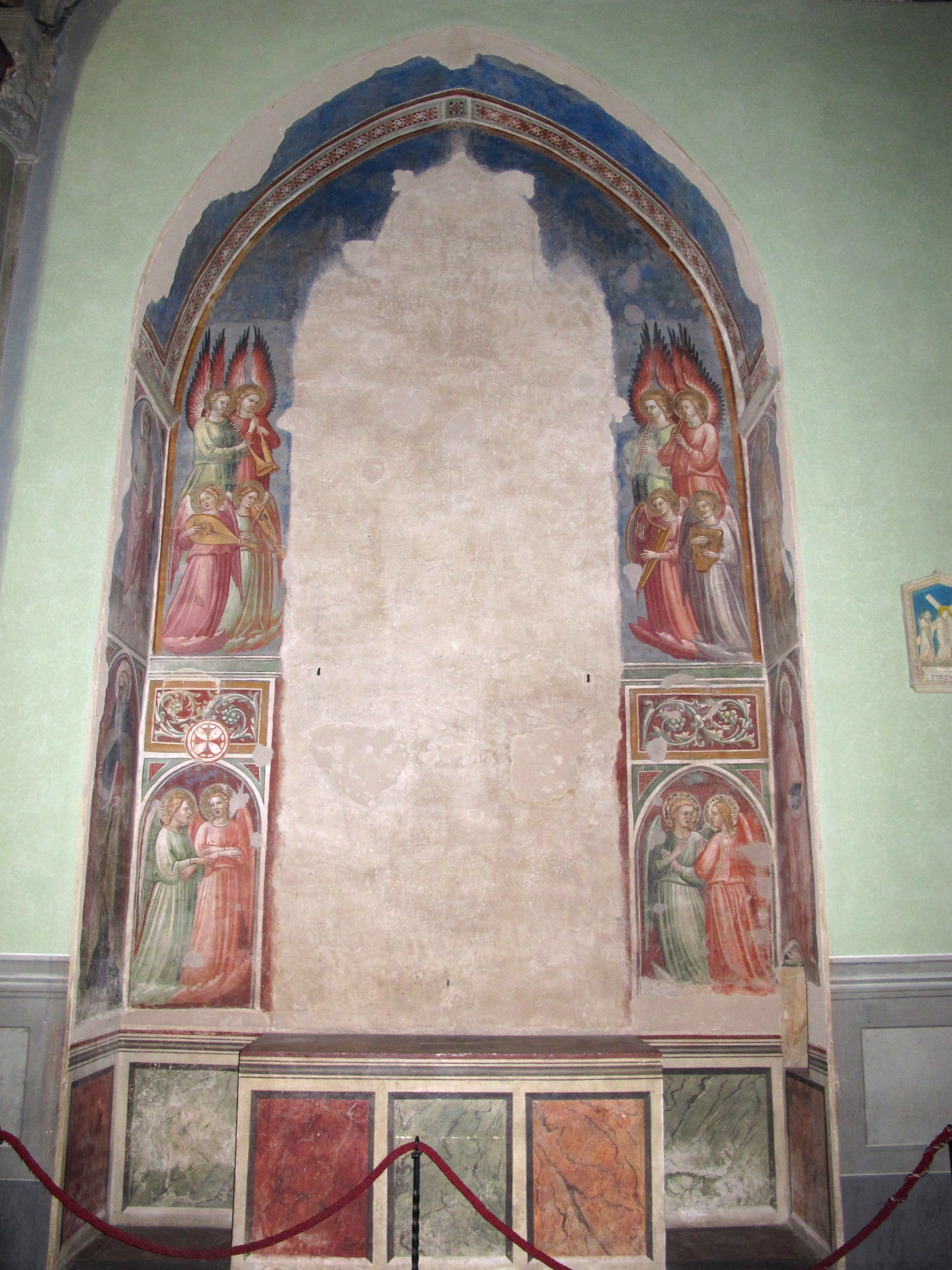
Angeli musicanti di Lippo d'Andrea
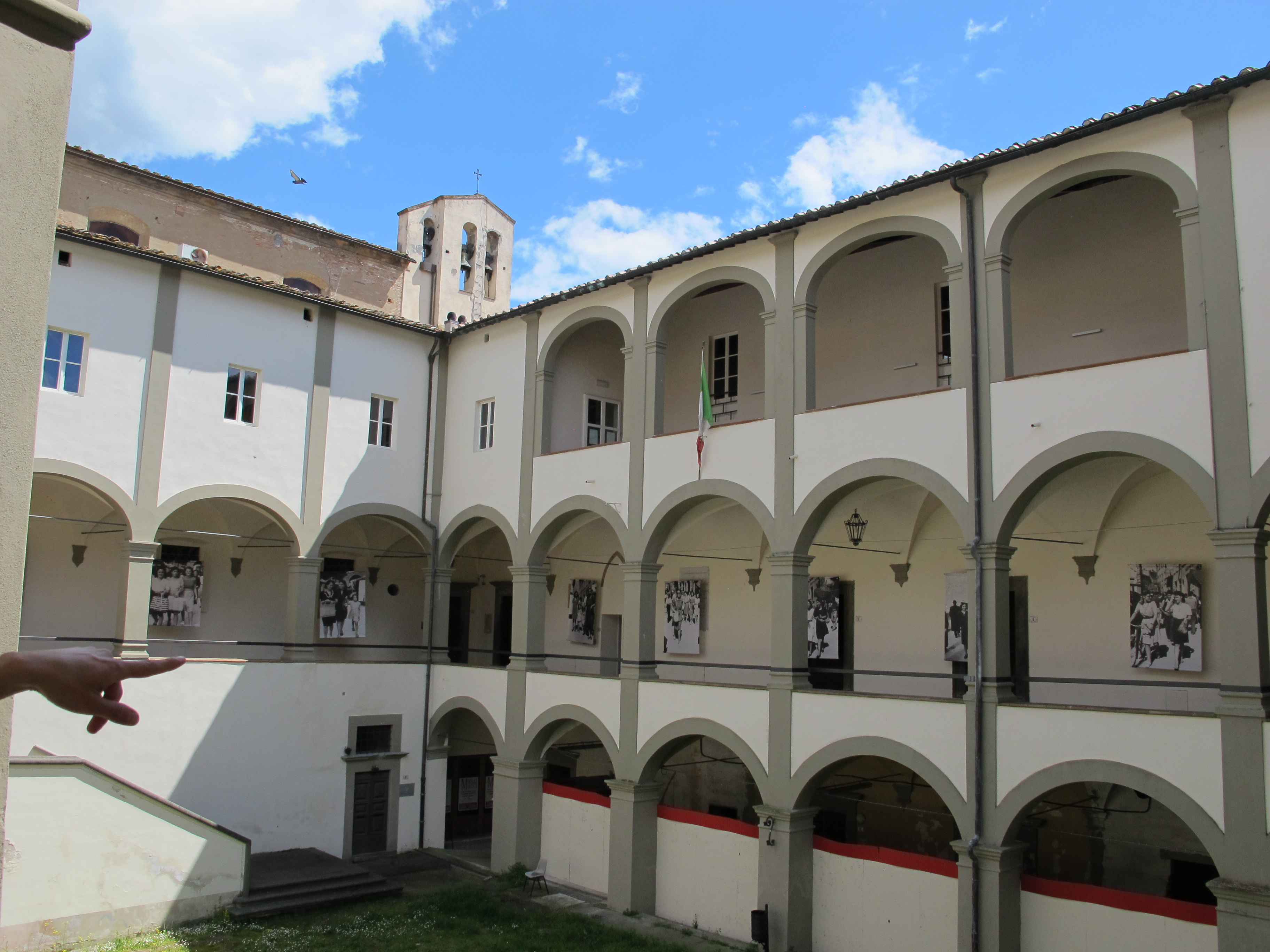
Chiostro, attuale sede della biblioteca comunale di San Miniato